# Charles Cameron Conley
Charles Cameron Conley (Royal Oak, 26 de setembro de 1933 — 20 de novembro de 1984) foi um matemático estadunidense.
Conley obteve um Ph.D. no Instituto de Tecnologia de Massachusetts em 1962. Lecionou na Universidade do Wisconsin-Madison.

## Obras
- Isolated invariant sets and the Morse index. CBMS Regional Conference Series in Mathematics, 38. American Mathematical Society, Providence, R.I., 1978. ISBN 0-8218-1688-8